# Maksymiwka (Uman)
Maksymiwka (ukrainisch Максимівка; russisch Максимовка Maximowka, polnisch Maksymówka) ist ein Dorf im Südwesten der ukrainischen Oblast Tscherkassy mit etwa 400 Einwohnern (2017).

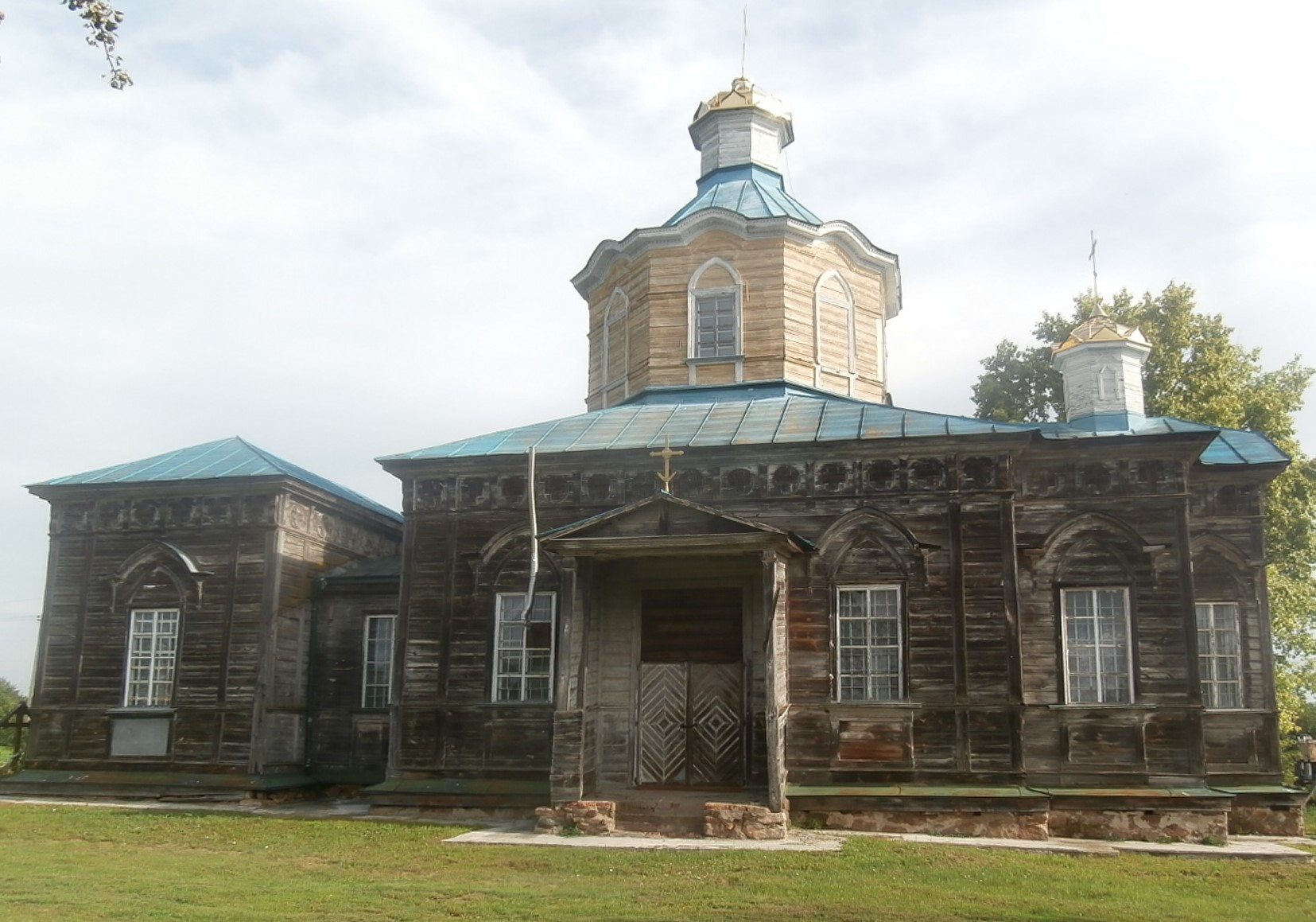
St.-Paraskewy-Kirche

Im Dorf befindet sich die im 17. Jahrhundert erbaute St.-Paraskewy-Holzkirche (Церква св. Параскеви).

## Geschichte
Das seit der ersten Hälfte des 17. Jahrhunderts bekannte Dorf wurde nach der Zweiten polnischen Teilung 1793 Teil des Russischen Kaiserreiches. Zu Beginn der 1860er Jahre lebten 822 Ukrainer und 10 Polen und 1886 lebten insgesamt 823 Menschen in Maksymiwka. Nach der Oktoberrevolution gehörte die Ortschaft zunächst zur Ukrainischen Volksrepublik und anschließend zur Ukrainischen SSR innerhalb der Sowjetunion. Im Deutsch-Sowjetischen Krieg war Maksymiwka zwischen dem 29. Juli 1941 und dem 10. März 1944 von der Wehrmacht besetzt. Nach dem Zerfall der Sowjetunion 1991 wurde das Dorf Teil der unabhängigen Ukraine.

## Geografische Lage
Die Ortschaft liegt auf einer Höhe von 205 m am Ufer der Synyzja (Синиця), einem 79 km langen, linken Nebenfluss des Südlichen Bugs, 16 km südlich vom Gemeindezentrum Palanka, 27 km südwestlich vom Rajonzentrum Uman und etwa 200 km südwestlich vom Oblastzentrum Tscherkassy.
Östlich vom Dorf verläuft die Territorialstraße T–02–02.
Am 2. Mai 2017 wurde das Dorf ein Teil der neugegründeten Landgemeinde Palanka, bis dahin bildete es die gleichnamige Landratsgemeinde Maksymiwka (Максимівська сільська рада/Maksymiwska silska rada) im Westen des Rajons Uman.

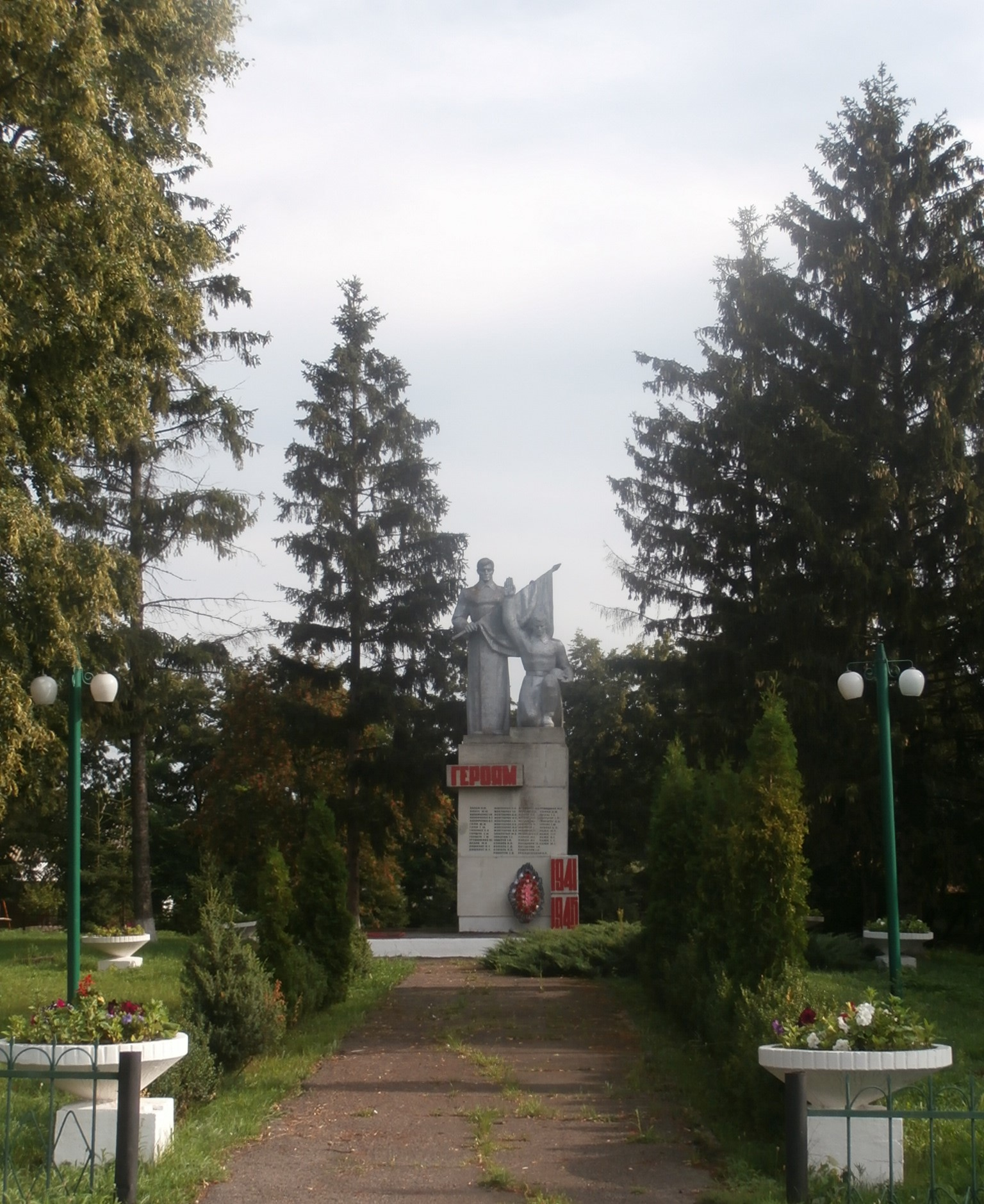
Kriegerdenkmal
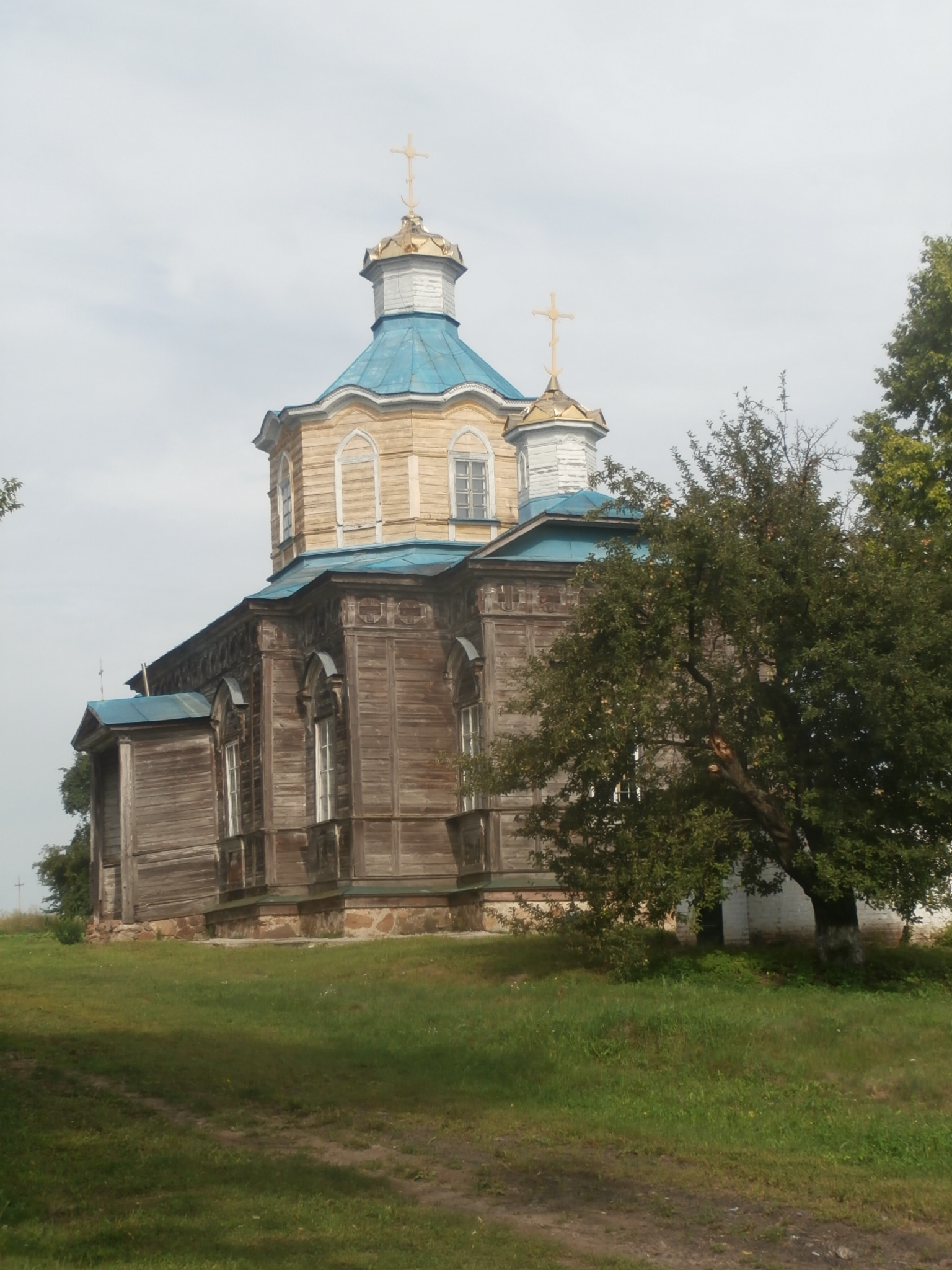
Seitenansicht der Holzkirche
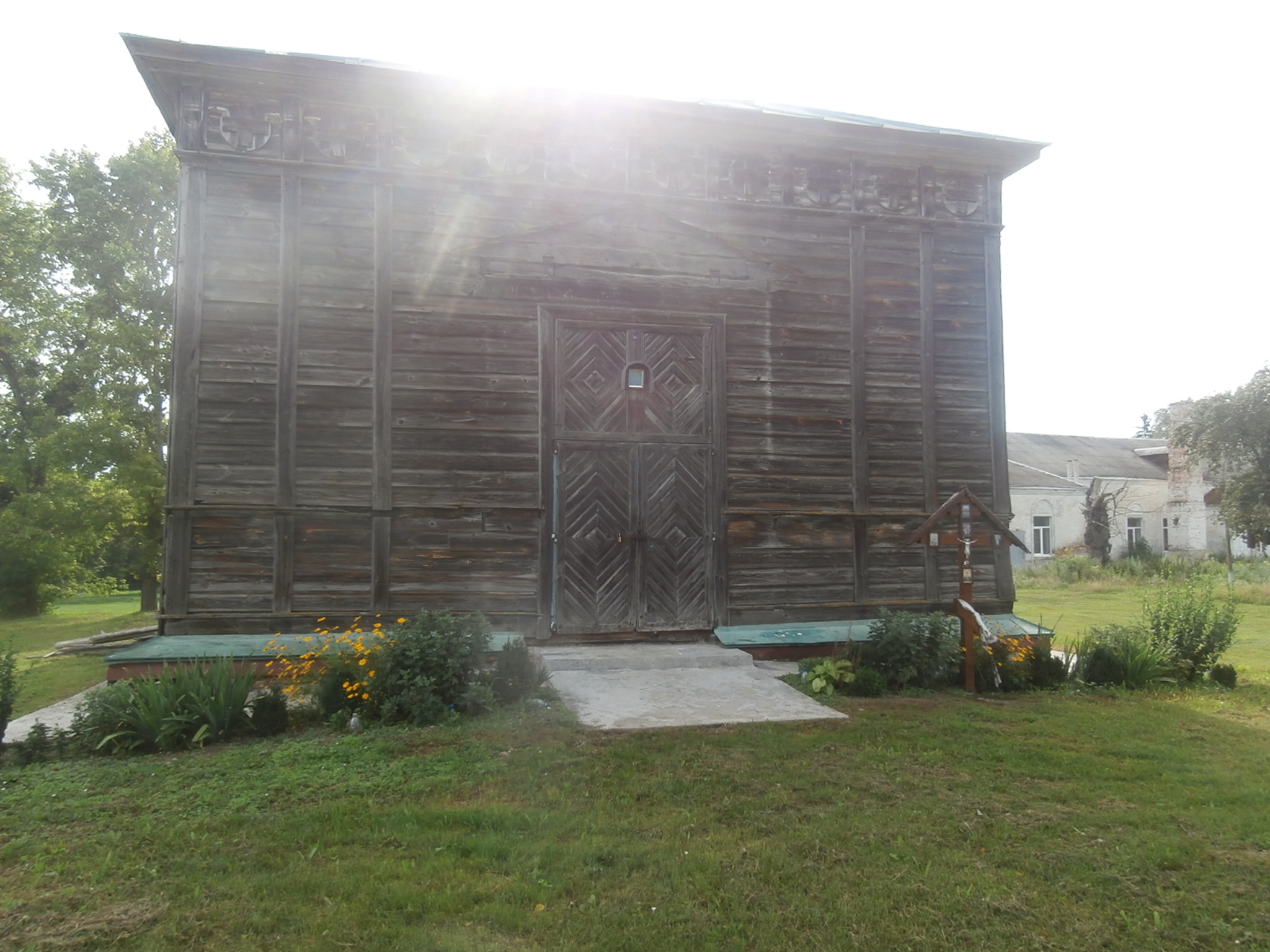
Detailansicht Kirchentür